# Kungariket Gwynedd

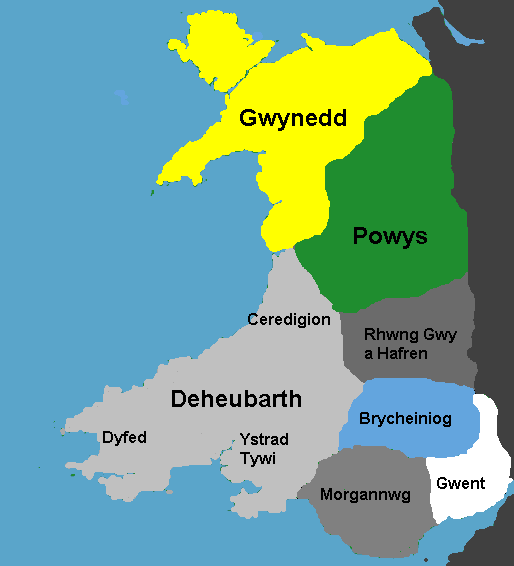
Wales år 1093.

Kungariket Gwynedd var ett historiskt rike i nuvarande nordvästra Wales mellan 400-talet och 1283.
Wales var historiskt splittrat i flera småstater. Kungariket Gwynedd var den dominerande walesiska staten och enade tillfälligt Wales under Gruffudd ap Llywelyn på 1000-talet. År 1216 bildade kungen av Gwynedd furstendömet Wales och kungen av Gwynedd antog titeln furste av Wales. 